# ダニー・フォール
ダニー・フォール（英: Danny Faure、1962年5月8日 - ）は、セーシェルの政治家。同国の大統領、副大統領を歴任した。統一セーシェル所属。

## 経歴
イギリスの保護領だったウガンダ西部のキレンベで、セーシェル人の両親のもとに生まれる。セーシェルで初等・中等教育を修了後、キューバに留学し、政治学の学位を取得した。
1985年、23歳でセーシェル教育省に入り、セーシェル・ユース・サービスやセーシェル・ポリテクニックで講師を務めた。1998年に教育相に就任し、それ以来青少年、財務、通商産業、行政、情報通信技術などの大臣を歴任した。
2006年、ジェイムス・ミッシェル大統領から財務相に任命された。フォールの財務相在任中、セーシェルは国際通貨基金 (IMF) から勧告された一連の経済改革を始動した。フォールは2008年10月から2013年10月の第一期改革を監督した。2010年7月1日以降は副大統領を兼務した。
2016年9月27日、ミッシェル大統領は10月16日をもって辞任し、副大統領のフォールに権力を委譲すると表明した。この声明は、総選挙で野党が国会の過半数を制したのにあわせて発表された。ミッシェルには4年間の任期が残っていたが、これは一切フォールの任期とみなされる。フォールは2016年10月16日に就任した。
2020年10月22日から24日にかけて執行されたセーシェル大統領選挙にて野党候補のワベル・ラムカラワンに敗れ落選。これが初の野党候補による当選となった。

## 人物
離婚歴がある。1男3女の父。